# Rachieri
Rachieri – wieś w Rumunii, w okręgu Prahova, w gminie Valea Călugărească. W 2011 roku liczyła 1467 mieszkańców.